# Baby Snakes (banda sonora)
Baby Snakes es la banda sonora de la película del mismo nombre de Frank Zappa. Contiene varias de las canciones aparecidas en la película y se editó originalmente como picture disc. Tanto la película como el álbum se grabaron en el Palladium de Nueva York en 1977, durante el periodo en que el músico vivió en la ciudad. 

## Lista de canciones
| Cara A |                         |          |  |
| N.º    | Título                  | Duración |  |
| 1.     | «Intro Rap/Baby Snakes» | 2:22     |  |
| 2.     | «Titties & Beer»        | 6:13     |  |
| 3.     | «The Black Page #2»     | 2:50     |  |
| 4.     | «Jones Crusher»         | 2:53     |  |
| 5.     | «Disco Boy»             | 3:51     |  |

| Cara B |                  |          |  |
| N.º    | Título           | Duración |  |
| 6.     | «Dinah-Moe Humm» | 6:37     |  |
| 7.     | «Punky's Whips»  | 11:29    |  |

## Personal
- Frank Zappa – director, teclados, voz, productor, guitarra
- Tommy Mars – teclados, voz
- Patrick O'Hearn – bajo
- Peter Wolf – teclados
- Ed Mann – performer, percusión
- Terry Bozzio – Batería
- Roy Estrada – voces
- Adrian Belew – voces, guitarra
- Bob Stone – remasterización
- Norman Seeff – fotografía
- Joe Chiccarelli – mezclas
- Lynn Goldsmith – fotografía